# Phalaenopsis 'Golden Buddha'
Phalaenopsis 'Golden Buddha' est un cultivar hybride artificiel d'orchidées, du genre Phalaenopsis obtenu par P. Lista en 1977.

## Parenté
Phal. 'Golden Buddha' = Phalaenopsis 'Cher Ann' × Phalaenopsis 'Spica'

## Descendance
Phalaenopsis 'Baldan's Geisha' = Phalaenopsis 'Baldan's kaleïdoscope' × Phal. 'Golden Buddha'.